# Scopula obliquisigna
Scopula obliquisigna là một loài bướm đêm trong họ Geometridae.